# Vitbröstad todityrann
Vitbröstad todityrann (Hemitriccus griseipectus) är en fågel i familjen tyranner inom ordningen tättingar.

## Utseende och läte
Vitbröstad todityrann är en liten och kortstjärtad tyrann. Ovansidan är olivgrå, undersidan vit. Den är gråare ovan och ljusare under än liknande små tättingar som dvärgmanakin eller vissa vireor. Lätet är ett distinkt och kort hickande "ta-teek". 

## Utbredning och systematik
Vitbröstad todityrann delas in i två underarter:
- Hemitriccus griseipectus griseipectus – förekommer från sydöstra Peru (Cusco) till norra Bolivia och centrala Amazonas Brasilien
- Hemitriccus griseipectus naumburgae – förekommer i nordöstra Brasilien (Paraíba till Alagoas)

Vissa behandlar istället underarten naumburgae som tillhörande vitögd todityrann (Hemitriccus zosterops).

### Familjetillhörighet
Arten placeras traditionellt i familjen tyranner. DNA-studier visar dock att Tyrannidae består av fem klader som skildes åt redan under oligocen, pekar på att de skildes åt redan under oligocen, varför vissa auktoriteter behandlar dem som egna familjer. Vitbröstad todityrann med släktingar placeras då i Pipromorphidae.

## Levnadssätt
Vitbröstad todityrann hittas i låglänt regnskog. Där ses den i de mellersta skikten. Den hörs konstant dagen lång men kan trots det vara svår att få syn på där den sitter helt stilla på en gren.

## Status och hot
Arten har ett stort utbredningsområde, men tros minska i antal, dock inte tillräckligt kraftigt för att den ska betraktas som hotad. Internationella naturvårdsunionen IUCN listar arten som livskraftig (LC).